# Thors brudefærd (Valhalla)
Thors brudefærd er et tegneseriealbum i serien om Valhalla af Peter Madsen. Det er det andet album i serien og udkom i 1980. Historien er skrevet ud fra fortællingen om Thors brudefærd, som kendes fra Ældre Edda.
Under arbejdet var Madsen taget til Pyrenæerne for at besøge den franske tegner Jean Giraud, der skulle se på hans hidtidige arbejde, som var omkring 1/3 af det kommende album. Undervejs var han oppe ved en campingplads i bjergene med bus. Efter tre dage tog de tilbage igen med samme bus, og her opdagedes Madsen, at han havde glemt mappen med alle sine tegninger i bussen, men at de stadig lå i nettet, hvor han havde efterladt dem.

## Handling
Trym har stjålet Thors hammer Mjølner, og vil kun levere den tilbage til Thor, hvis Freja vil gifte sig med ham. Freja nægter at ægte Trym  og i stedet udtænker Loke en plan, hvor Thor klæder sig ud som Freja og begiver sig til Udgård for at få hammeren tilbage.